# ستانيسلاف نيومان
ستانيسلاف نيومان هو تربوي وممثل تشيكي، ولد في 16 يوليو 1902 في التشيك، وتوفي في 19 فبراير 1975 ببراغ في التشيك.

## وصلات خارجية
- ستانيسلاف نيومان على موقع IMDb (الإنجليزية)
- ستانيسلاف نيومان على موقع ألو سيني (الفرنسية)
- ستانيسلاف نيومان على موقع قاعدة بيانات الأفلام السويدية (السويدية)
- ستانيسلاف نيومان على موقع ديسكوغز (الإنجليزية)
- ستانيسلاف نيومان على موقع قاعدة بيانات الفيلم (الإنجليزية)
- ستانيسلاف نيومان على موقع كينوبويسك (الروسية)